# 坂上宗大
坂上 宗大（さかのうえ の そうだい）は、奈良時代の人物。姓は直。716年時点の位階は正六位下。父の坂上熊毛から功田6町を受け継いだ。

## 経歴
霊亀2年（716年）4月8日付の『続日本紀』の記事にのみ見える。この日、672年の壬申の乱で活躍した贈大錦下坂上直熊毛の功績により、子の正六位下・宗大が田を賜与された。後、天平宝字元年（757年）12月9日に、太政官は熊毛の功を論じて中功とし、功田6町を2世にわたって伝えると決定した。この6町が、宗大が霊亀2年にもらった田と同じものなのであろう。